# Lutrogale
Lutrogale je rod vidri koji pripada porodici Mustelidae, sa samo jednim živućim predstavnikom - glatkom indijskom vidrom.
- Lutrogale cretensis †
- Lutrogale palaeoleptonyx †
- Lutrogale perspicillata - glatka indijska vidra

## Drugi projekti
|  | Wikivrste imaju podatke o taksonu rodu Lutrogale |